# La Vie en rose (film)
La Vie en rose (La Môme) è un film del 2007 diretto da Olivier Dahan dedicato alla vita della cantante francese Édith Piaf. Il film non ha un perfetto ordine cronologico, ma associa ai punti più salienti della vita della cantante i suoi alti e bassi.
Il film ha vinto due premi Oscar, per la migliore attrice protagonista, a Marion Cotillard, e miglior trucco.

## Trama
Parigi, 1918. La piccola Édith vive in povertà divisa tra le cure della madre, una cantante di strada, e della nonna materna. Quando il padre Louis, artista circense partito per la guerra, torna in licenza e scopre la situazione in cui vive sua figlia, affida la bambina alla propria madre, Louise Léontine Gassion detta Madame Tine, tenutaria di una casa di tolleranza. Qui Édith conosce per la prima volta il vero affetto grazie alle cure delle "ragazze", in particolare Titine, che le fa da madre. A causa di un'infezione agli occhi la piccola perde la vista, che riacquisisce dopo un pellegrinaggio alla tomba di santa Teresa di Lisieux. Tornato dal fronte, il padre riprende con sé Édith, contro la volontà di Titine. Presto scopre il talento canoro della bambina che comincia a cantare per strada.
Nella tarda adolescenza, Édith continua a esibirsi per strada affiancata dall'amica Momône. A diciassette anni ha una figlia con Louis Dupont, un povero fattorino: la figlia, Marcelle, muore però di meningite fulminante a soli due anni. Édith viene notata dall'impresario Louis Leplée, che le dà il nome d'arte «La Môme Piaf» (la fanciulla-usignolo) e la fa esordire nel cabaret, dove raggiunge i primi successi. La misteriosa morte di Leplée e i sospetti di un suo coinvolgimento nell'evento rischiano addirittura di compromettere la carriera della giovane Édith.
La chanteuse diventa via via famosa col nome di Édith Piaf, datole dal suo secondo impresario Raymond Asso, che la porta al successo con una serie di concerti al teatro ABC. Edith ormai è molto nota, i suoi dischi vanno a ruba e Jean Cocteau compone per lei una pièce, Le bel indifferent. Nel 1947 parte con Loulou Barrier, Danielle Bonel e Ginou Richer per una tournée americana e nel 1948, a New York, incontra il pugile Marcel Cerdan, con cui intraprende una relazione. La loro storia è di breve durata e ha una fine tragica: il 28 ottobre 1949 Cerdan muore in un incidente aereo, mentre tornava dall'amata.
Nonostante i continui successi artistici, la psiche di Édith vacilla: la cantante comincia a fare uso di antidepressivi e, a causa di forti reumatismi deformanti, di sostanze antidolorifiche, tra cui cortisone e morfina. Queste sostanze minano ulteriormente il suo fisico già debole: dopo incidenti stradali, operazioni e malori in piena scena, Édith muore nel 1963, a soli 48 anni, mentre è in ritiro nel Sud della Francia prima di un nuovo rientro sulla scena.
Nel gran finale, Édith canta Non, je ne regrette rien, canzone-manifesto di una vita di dolori e gioie vissuti intensamente allo stesso modo.

## Produzione
Per le parti cantate la protagonista è doppiata da Jil Aigrot.

## Distribuzione
Il film è stato presentato in concorso al Festival di Berlino ed è uscito nelle sale italiane il 4 maggio 2007.

## Film precedenti
A Édith Piaf sono stati dedicati anche Storia di Edith Piaf angelo della strada (1974) di Guy Casaril e Édith e Marcel (1983) di Claude Lelouch, quest'ultimo inedito in Italia.

## Riconoscimenti
- 2008 - Premio Oscar
  - Miglior attrice protagonista a Marion Cotillard
  - Miglior trucco a Didier Lavergne e Jan Archibald
  - Nomination Migliori costumi a Marit Allen
- 2008 - Golden Globe
  - Miglior attrice in un film commedia o musicale a Marion Cotillard
- 2008 - Premio BAFTA
  - Miglior attrice protagonista a Marion Cotillard
  - Migliori costumi a Marit Allen
  - Miglior trucco a Didier Lavergne e Jan Archibald
  - Miglior colonna sonora a Christopher Gunning
  - Nomination Miglior film straniero (Francia)
  - Nomination Migliore scenografia a Olivier Raoux
  - Nomination Miglior sonoro a Laurent Zeilig, Pascal Villard, Jean-Paul Hurier e Marc Doisne
- 2008 - Premio César
  - Migliore attrice protagonista a Marion Cotillard
  - Migliore fotografia a Tetsuo Nagata
  - Migliore scenografia a Oliver Raoux
  - Migliori costumi a Marit Allen
  - Miglior sonoro a Laurent Zeilig, Pascal Villard, Jean-Paul Hurier e Marc Doisne
  - Nomination Miglior film a Alain Goldman e Olivier Dahan
  - Nomination Migliore regia a Olivier Dahan
  - Nomination Miglior attore non protagonista a Pascal Greggory
  - Nomination Miglior attrice non protagonista a Sylvie Testud
  - Nomination Migliore sceneggiatura originale a Olivier Dahan
  - Nomination Miglior montaggio a Richard Marizy e Yves Beloniak
- 2008 - Premio Lumière
  - Miglior attrice protagonista a Marion Cotillard
  - Premio del pubblico mondiale a Olivier Dahan
- 2008 - Kansas City Film Critics Circle Award
  - Miglior attrice protagonista a Marion Cotillard
- 2007 - Festival di Berlino
  - Nomination Orso d'Oro a Olivier Dahan
- 2007 - Los Angeles Film Critics Association Award
  - Miglior attrice protagonista a Marion Cotillard
- 2008 - Critics' Choice Movie Award
  - Nomination Miglior film straniero
  - Nomination Miglior attrice protagonista a Marion Cotillard
- 2008 - Screen Actors Guild Award
  - Nomination Miglior attrice protagonista a Marion Cotillard
- 2007 - Satellite Award
  - Miglior attrice in un film drammatico Marion Cotillard
  - Nomination Miglior film straniero (Francia)
  - Nomination Migliore regia a Olivier Dahan
  - Nomination Miglior attrice non protagonista a Emmanuelle Seigner
  - Nomination Migliori costumi a Marit Allen
  - Nomination Miglior montaggio a Richard Marizy
  - Nomination Miglior sonoro a Nikolas Javelle e Jean-Paul Hurier